# Думечешть
Думечешть, Думечешті (рум. Dumăcești) — село у повіті Алба в Румунії. Входить до складу комуни Аврам-Янку.
Село розташоване на відстані 337 км на північний захід від Бухареста, 69 км на північний захід від Алба-Юлії, 74 км на південний захід від Клуж-Напоки, 139 км на північний схід від Тімішоари.

## Населення
За даними перепису населення 2002 року у селі проживали 57 осіб, усі — румуни. Усі жителі села рідною мовою назвали румунську.